# Marvel Premiere
Marvel Premiere es una historieta en forma de antología publicada por la compañía estadounidense Marvel Comics. Fueron publicadas 61 ediciones entre abril de 1972 y agosto de 1981.

## Ediciones
- #1–2 - Adam Warlock
- #3–14 - Doctor Strange
- #15–25 - Iron Fist
- #26 - Hércules
- #27 - Satana
- #28 - Legión de Monstruos
- #29–30 - Liberty Legion
- #31 - Woodgod
- #32 - Monark Starstalker
- #33–34 - Solomon Kane
- #35–37 - 3-D Man
- #38 - Weirdworld
- #39–40 - Torpedo
- #41 - Seeker 3000
- #42 - Tigra
- #43 - Paladin
- #44 - Jack of Hearts
- #45–46 - Man-Wolf
- #47–48 - Ant-Man (Scott Lang)
- #49 - Falcon
- #50 - Alice Cooper
- #51–53 - Black Panther
- #54 - Caleb Hammer
- #55 - Wonder Man
- #56 - Dominic Fortune
- #57–60 - Doctor Who
- #61 - Star-Lord

## Colecciones
- Marvel Masterworks Warlock Vol. 1 incluye Marvel Premiere #1-2, 288 páginas, febrero de 2007, ISBN 978-0785124115
- Essential Doctor Strange Vol. 2 incluye Marvel Premiere #3-14, 608 páginas, diciembre de 2007, ISBN 978-0785116684
- Essential Iron Fist Vol. 1 incluye Marvel Premiere #15-25, 584 páginas, octubre de 2004, ISBN 978-0785115465
- Essential Marvel Horror Vol 1 incluye Marvel Premiere #27, 648 páginas, octubre de 2006, ISBN 978-0785121961
- Essential Werewolf by Night Vol. 2 incluye Marvel Premiere #28, 576 páginas, noviembre de 2007, ISBN 978-0785127253
- Invaders Classic Vol. 1 incluye Marvel Premiere #29-30, 248 páginas, julio de 2007, ISBN 978-0785127062
- The Chronicles Of Solomon Kane incluye Marvel Premiere #33-34, 200 páginas, diciembre de 2009, ISBN 978-1595824103
- Weirdworld includes Marvel Premiere #38, 312 páginas, abril de 2015, ISBN 978-0785162889
- Dominic Fortune: It Can Happen Here and Now incluye Marvel Premiere #56, 184 páginas, febrero de 2010, ISBN 978-0785140429